# Baro't saya

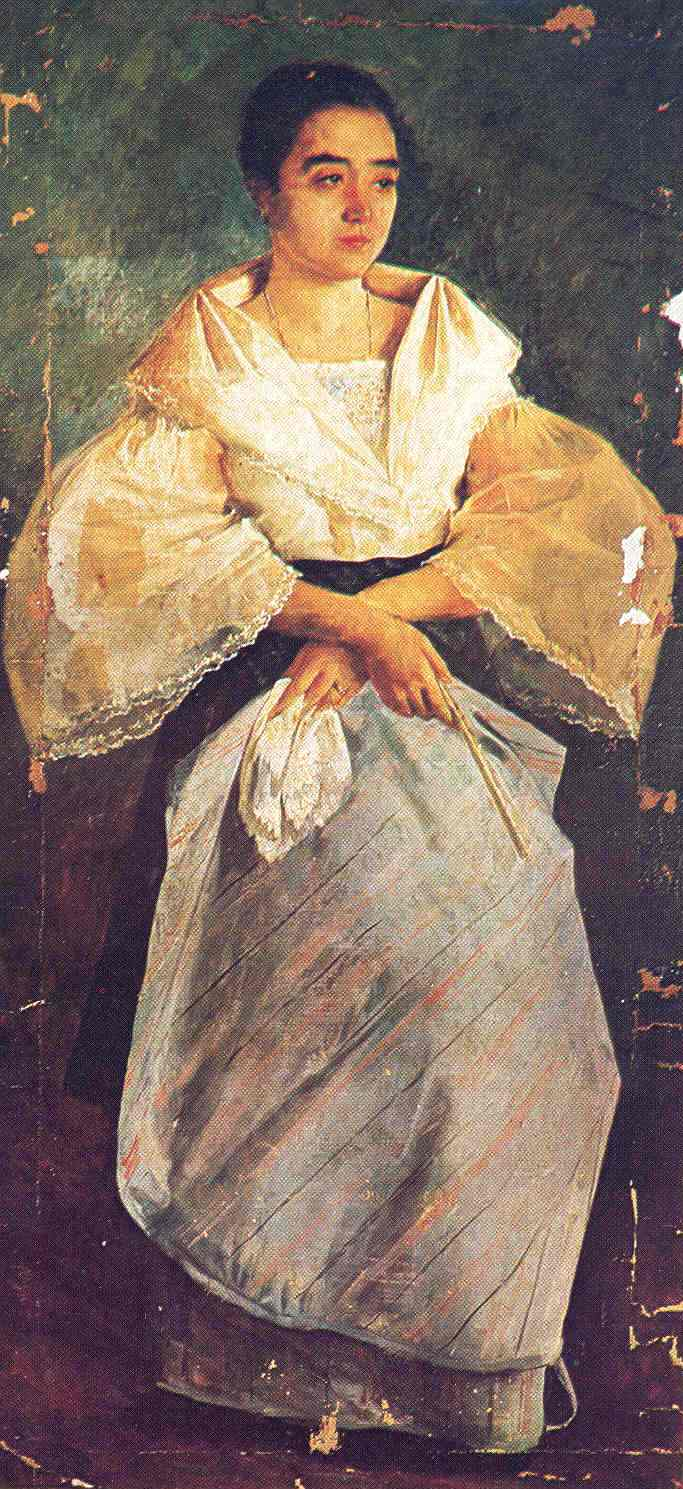
La Bulaqueña, un dipinto del 1895 di Juan Luna di una donna dell'alta borghesia di Bulacan che indossa un traje de metiza. Il dipinto viene talvolta chiamato "Maria Clara" in riferimento all'abito della donna.

Il baro't saya o baro at saya (letteralmente "camicetta e gonna") è un abito tradizionale e nazionale indossato dalle donne nelle Filippine e combina elementi sia dello stile di abbigliamento filippino nativo precoloniale che di quello spagnolo coloniale. Si compone tradizionalmente di quattro parti: una camicetta (baro o camisa), una gonna lunga (saya o falda), un fazzoletto portato sulle spalle (pañuelo, fichu o alampay) e un corto panno rettangolare indossato sopra la gonna (il tapis o patadyong).
Il baro't saya ha molteplici varianti, note con il termine collettivo Filipiniana, tra cui l'aristocratico traje de mestiza (chiamato anche Maria Clara); il kimona bisayano con la sua camicetta ricamata a maniche corte o simile a un poncho abbinata a una gonna patadyong; così come l'abito unificato noto come terno, e la sua versione casual e da cocktail, il balintawak. L'equivalente maschile del baro't saya è il barong Tagalog.

## Etimologia
Baro't saya è una contrazione di "baro at saya", che letteralmente significa "camicia e gonna", dal tagalog baro ("camicia" o "vestimento") e saya (dallo spagnolo "gonna").

## Storia

### Era precoloniale
Il baro't saya si è evoluto da due capi di abbigliamento indossati sia da uomini che da donne nel periodo precoloniale delle Filippine: il baro (anche barú o bayú in altre lingue filippine), una semplice camicia o giacca a maniche lunghe senza colletto con chiusura aderente; e il tapis (chiamato anche patadyong nelle Visayas e nell'arcipelago di Sulu, e malong a Mindanao), un corto tessuto rettangolare o a forma di tubo indossato avvolto intorno alla vita o all'altezza del petto e fissato con cinture, materiale intrecciato o annodato sopra una spalla. Anche le donne solitamente indossavano braccialetti sopra il baro. Questi tipi di abbigliamento sopravvivono ancora nei gruppi non cristianizzati nelle Filippine.

### Era coloniale spagnola
Il clero spagnolo durante il periodo coloniale ritenne immodesto per le donne il modo di vestire precoloniale e introdusse la gonna lunga (conosciuta con il nome spagnolo saya o falda) da indossare sotto il tapis. Nelle Visayas, il patadyong fu tollerato più a lungo, anche se alla fine fu sostituito anche con il saya nel XIX secolo.
Verso la fine del XVIII secolo, il tradizionale abbigliamento quotidiano delle donne nelle Filippine consisteva in due capi di abbigliamento basilari conosciuti come pares ("paio"). Questo consisteva in un saya che arrivava fino alle caviglie (solitamente a scacchi) e un baro o camisa senza colletto (solitamente semplice o rigato). Il nome pares era più strettamente associato alla gonna, che a differenza delle successive saya erano strette e simili a una guaina, somiglianti ai tapis precoloniali. Erano fissati in vita da lacci e avevano pieghe larghe e piatte lungo la vita tenute insieme da spilli. Il baro era più o meno identico a quello precoloniale, con maniche lunghe e strette. Come i completi successivi, questi due capi di abbigliamento erano solitamente completati da un tapis (che ora veniva indossato come "sopragonna") e un fazzoletto intorno alle spalle noto come pañuelo, fichu o alampay (fatto dello stesso materiale opaco delle gonne).
I tessuti utilizzati per i primi saya erano solitamente tessuti nativi (in particolare tessuti realizzati dagli abitanti degli altipiani Bisaya e Panay). Più tardi, nel 19º secolo, iniziarono a utilizzare tessuti simili importati, in particolare il cambaya (detto anche madras, un tessuto di cotone leggero con trama tipicamente fantasia e design a scacchi) importato dall'India.
La larghezza ridotta delle pares saya del XVIII secolo, tuttavia, le rendeva poco pratiche per la vita di tutti i giorni. Tra il 1820 e il 1840, la saya fu sostituita da una gonna fluttuante in stile occidentale conosciuta come saya a la mascota. Per le donne delle classi superiori (principa), di solito erano lunghi fino alle caviglie; mentre per le donne delle classi inferiori, di solito arrivavano fino a metà polpaccio per facilitare i movimenti più liberamente durante il lavoro. Per le ragazze erano consentite anche versioni che arrivavano fino al ginocchio.
Anche il design e gli elementi dell'abito successivamente divergevano nettamente tra le classi inferiori e le classi aristocratiche Principalía dalla metà del XIX secolo in poi. Il tapis, ad esempio, che era tipico dell'abbigliamento femminile filippino, divenne molto più corto tra il 1840 e il 1860. A causa di ciò, divennero più limitati agli indios nativi, mentre le donne spagnole e alcuni meticci evitarono di indossarlo a causa della sua somiglianza con il delantal (grembiuli) indossato dai servi. Questa dicotomia è stata rappresentata nel romanzo Noli Me Tángere di José Rizal dove la protagonista meticcia María Clara indossava un tapis e un baro't saya, mentre la pretenziosa Doña Consolación (una nativa sposata con un peninsulares) indossava abiti in stile europeo senza tapis.

## Abito María Clara
L'abito María Clara, storicamente noto come traje de mestiza durante l'era coloniale spagnola, è un tipo di abito tradizionale indossato dalle donne nelle Filippine. È una versione aristocratica del baro't saya. Come detto, prende il nome da María Clara, la protagonista meticcia del romanzo Noli Me Tángere, scritto nel 1887 dal nazionalista filippino José Rizal. È tradizionalmente fatto di piña, lo stesso materiale utilizzato per il barong Tagalog.

### Componenti tradizionali
Come il baro't saya, l'abito Maria Clara è tradizionalmente composto da quattro parti: una camicetta (baro o camisa), una gonna lunga (saya), un fazzoletto portato sulle spalle (pañuelo, fichu o alampay) e un corto stoffa rettangolare indossata sopra la gonna (il tapis o patadyong).
La camisa è una camicetta senza colletto il cui orlo è in vita ed è realizzata con tessuti leggeri e traslucidi come la fibra di ananas e il jusi. Le maniche della camisa sono simili alle cosiddette "ali d'angelo", ovvero a forma di campanelli. Il termine corretto per le maniche della camisa tra la metà e la fine del 1800 è "pagoda", derivato dalle prime sagome occidentali del periodo vittoriano.
Il pañuelo è un pezzo di stoffa quadrata inamidata (opaca o dello stesso materiale della camisa) piegato più volte e posto sulle spalle.
La saya è una gonna a forma di "cupola", la cui lunghezza inizia dalla vita fino ad arrivare al pavimento.
Il tapis è una gonna sopra al ginocchio che abbraccia i fianchi. I modelli di tapis possono essere semplici e sono solitamente realizzati in tessuti opachi come la mussola e il tessuto madras, e sono anche usati per scopi di pudore in quanto impediscono che la parte inferiore del corpo si veda a causa della sottigliezza del saya.
Alcune donne appartenenti alle classi superiori (spesso della casta meticcia) considerano il tapis un capo di vestiario umile. Assomigliava al dalantal (grembiule) indossato dalle classi inferiori. Le donne delle classi superiori degli anni 1880-1890 indossavano una versione elaborata del tapis che era legata intorno alla vita con due cordini, chiamato appunto "dalantal".

### Modernizzazione
La parola "terno" in spagnolo si riferisce ad un set coordinato di vestiti realizzati con lo stesso tessuto. Nelle Filippine, "terno" si riferisce a un completo da donna composto da colori/modelli abbinati. All'inizio del 1900, i componenti del traje de mestiza iniziarono a corrispondere in termini di colore e motivi. Negli anni '20 il termine si riferiva a un abito composto da una "camisa" abbinata con maniche a farfalla, un "pañuelo" (fichu) pesantemente inamidato, una "saya" (gonna) che normalmente veniva fornita con una "cola" (strascico) e un "sobrefalda" (soprabito).
Verso la fine degli anni '40, il significato e la silhouette del terno si evolsero in qualsiasi abito occidentale con maniche a farfalla attaccate.
Occasionalmente il "terno" veniva definito "abito meticcio" dalle donne vissute nella prima metà del XX secolo.
Durante l'8 luglio 2008, discorso sullo stato della nazione della presidente filippina Gloria Macapagal-Arroyo, ha indossato un "abito María Clara modernizzato". L'adattamento indossato dal presidente era rosa-fucsia, disegnato da JC Buendia. Creato in tre settimane, il tessuto utilizzato per l'abito presidenziale era un misto di fibre di ananas e seta ed è stato sviluppato dal Philippine Research Institute, un'agenzia del Dipartimento di Scienza e Tecnologia delle Filippine. Il tessuto da sei metri, del costo di 3.000 pesi filippini (circa 47 euro), è stato prodotto nella provincia di Misamis Oriental, lavorato a Manila e tessuto nella provincia di Aklan. La stoffa veniva poi colorata con una tintura ricavata dal sabang, una pianta autoctona.
Secondo il Philippine Daily Inquirer, questa è stata la prima volta nella storia delle Filippine che l'ufficio stampa del Palazzo di Malacañan ha rivelato dettagli sull'abito serale di un presidente filippino che sarebbe stato indossato per un discorso sullo stato della nazione. Tuttavia, la presidente stessa ha parlato dell'abito che indossava nel giugno 2008 durante il 50º anniversario del Dipartimento di scienza e tecnologia. L'abito sopra menzionato era di color rosa antico in fibre di ananas e tinto con materiali provenienti da bucce di cocco.

## Galleria d'immagini

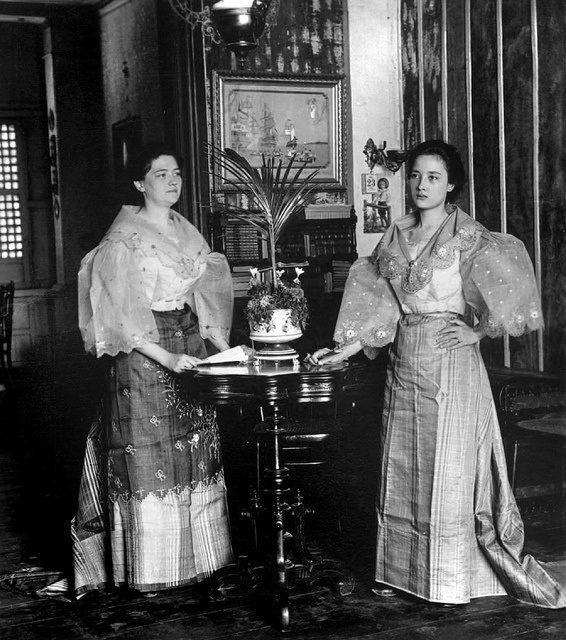
La Maria Clara è una forma di baro't saya ma tradizionalmente indossata dalle donne filippine con un pañuelo (sciarpa al collo) sulle spalle e accessoriata con un delicato abaniko.
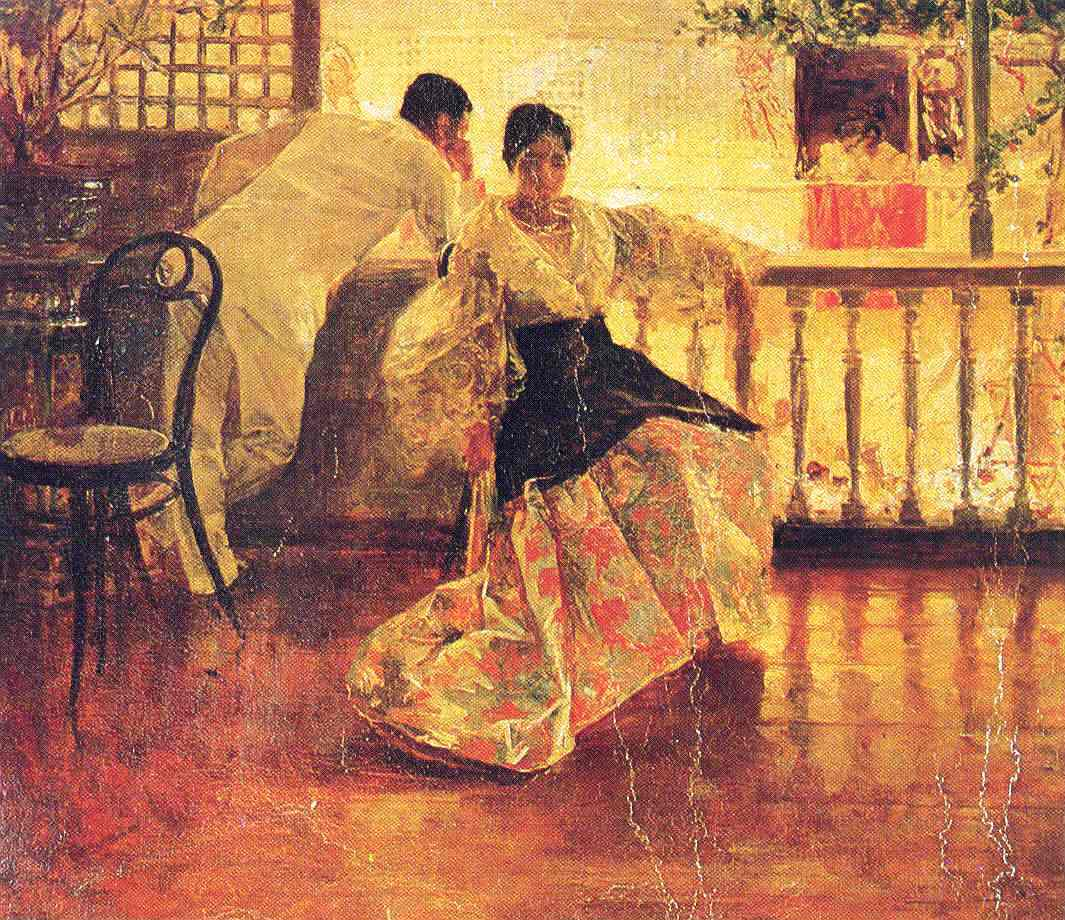
Tampuhan ("Imbronciato"), un dipinto del 1895 di Juan Luna raffigurante una filippina nel tradizionale abito traje de mestiza. Si ritiene che sia la stessa donna di La Bulaqueña .
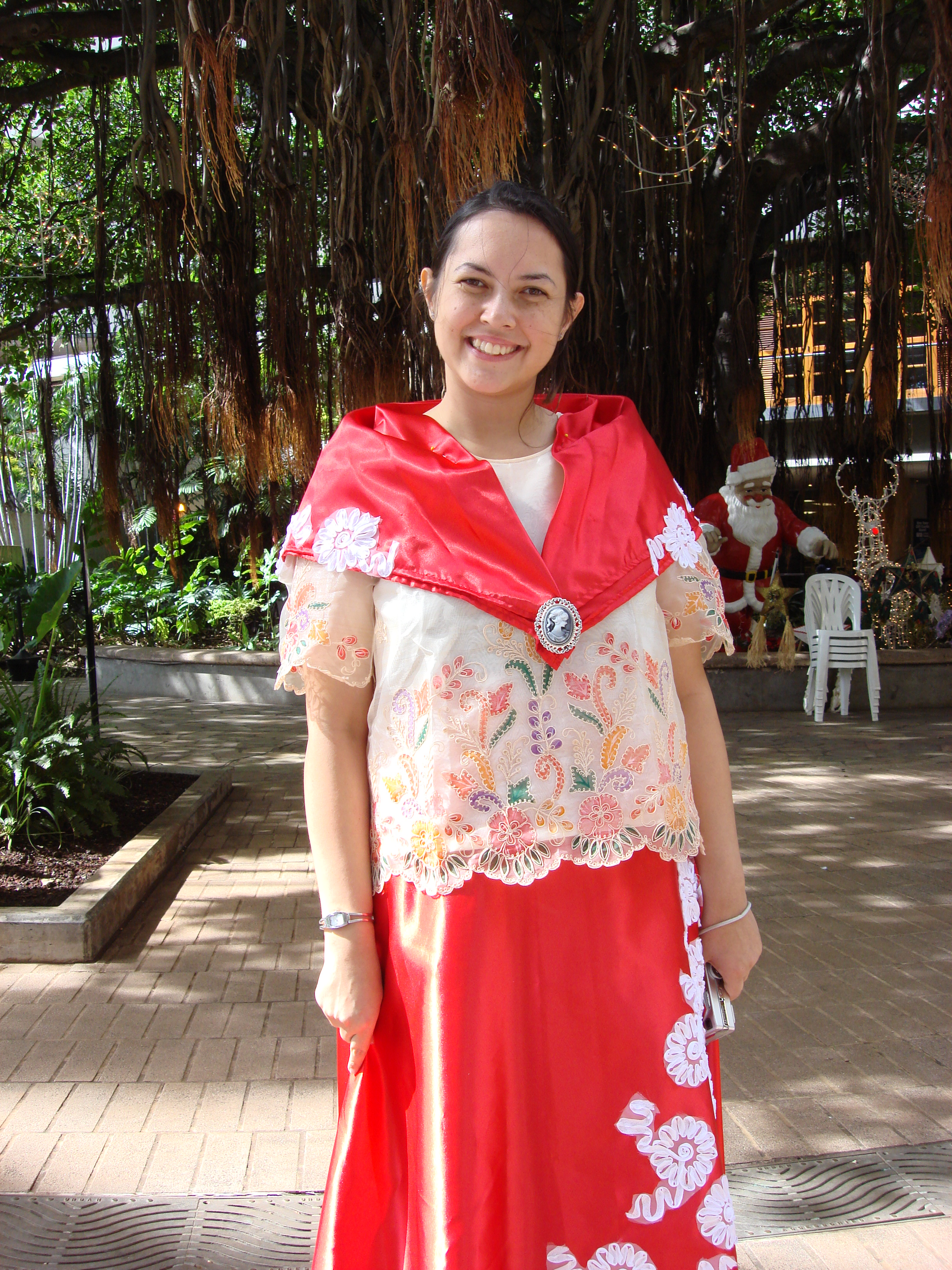
Donna che indossa un baro't saya durante il mese del patrimonio asiatico-pacifico americano del 2007 alle Hawaii.
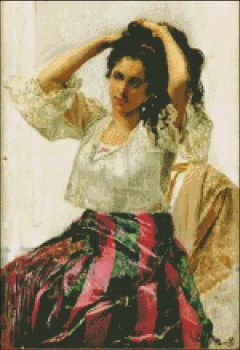
Una Mestiza di Juan Luna raffigurante una donna in baro't saya (1887 circa).
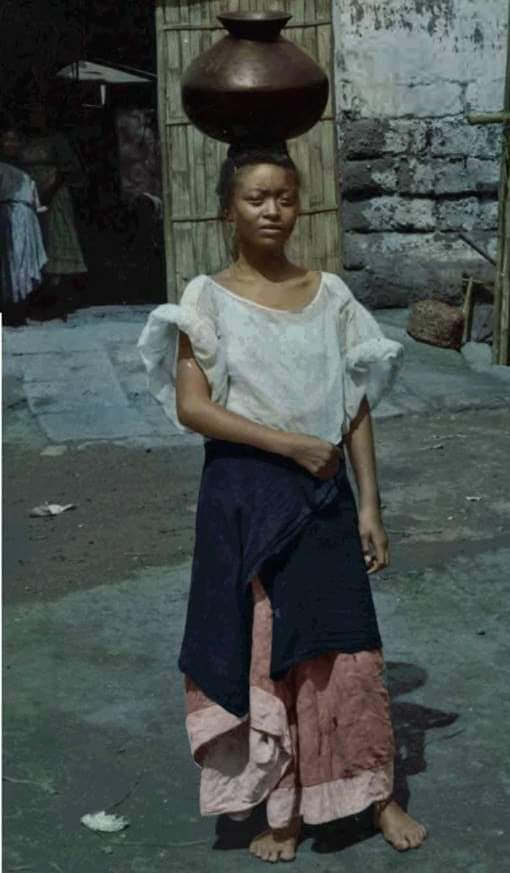
Donna filippina che indossa un baro't saya mentre lavora.
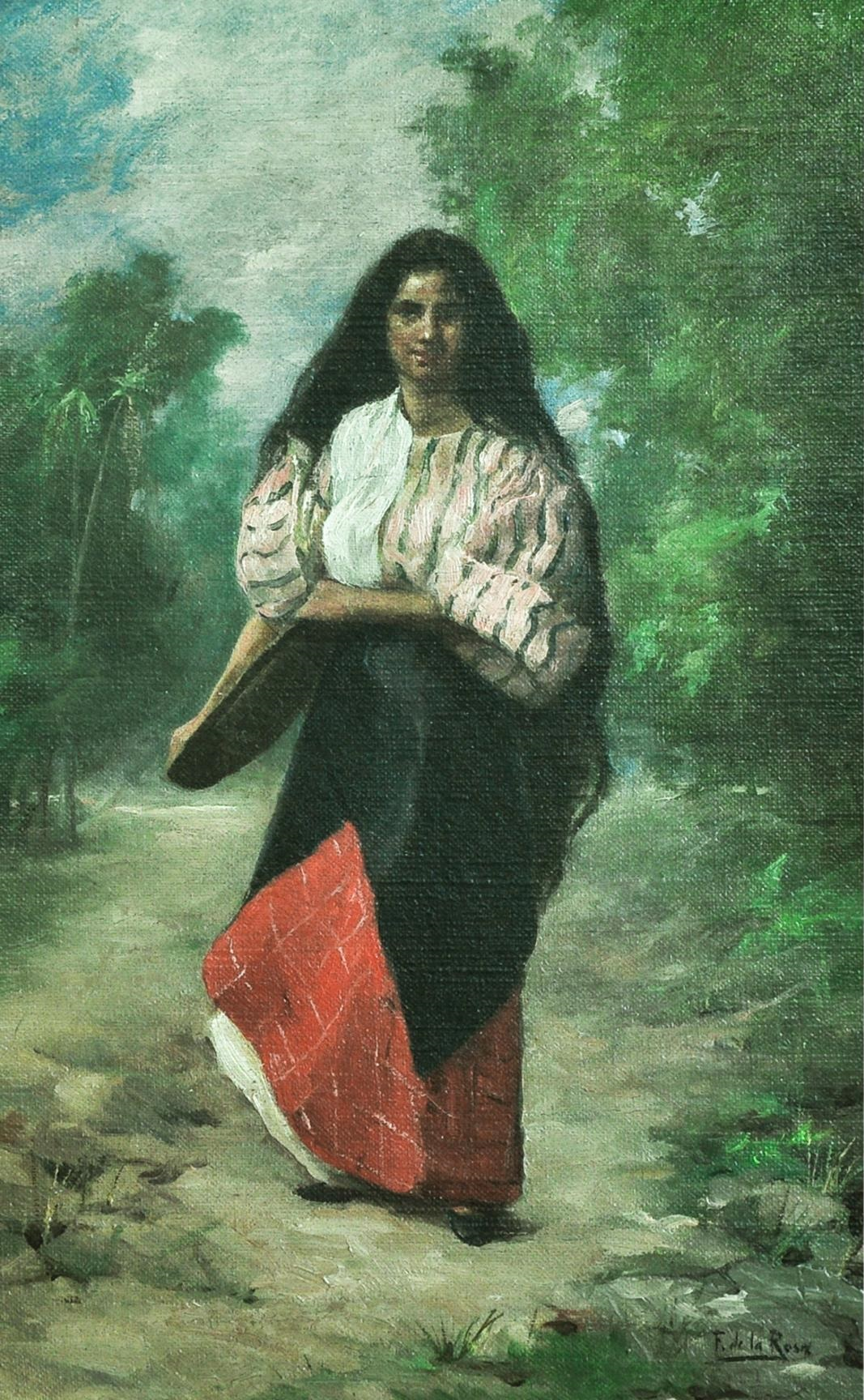
Filipina, un dipinto del XIX secolo di una donna della classe operaia che indossa un baro't saya di Fabián de la Rosa.
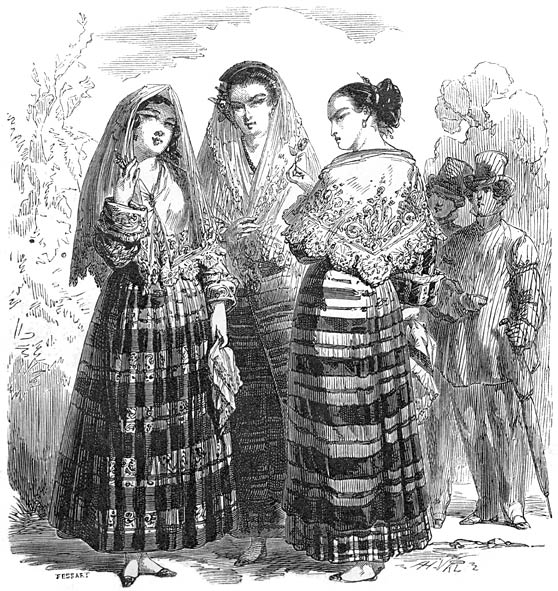
Meticce filippine dell'inizio del 1800 con pañuelos indossati su baro't saya, di Paul de la Gironiere.
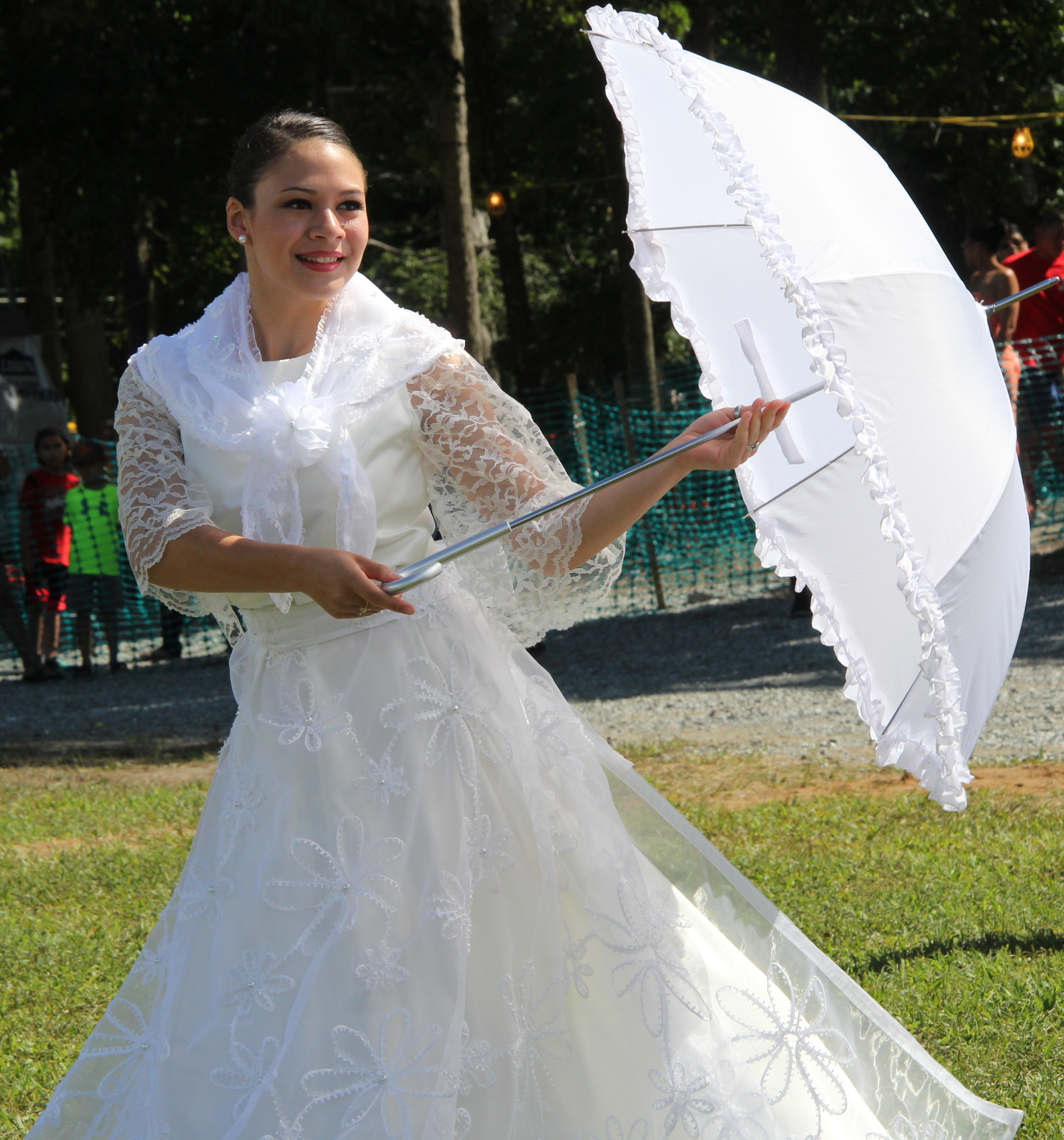
Una ballerina che indossa un moderno traje de metiza al Richmond Filipino Festival 2015.
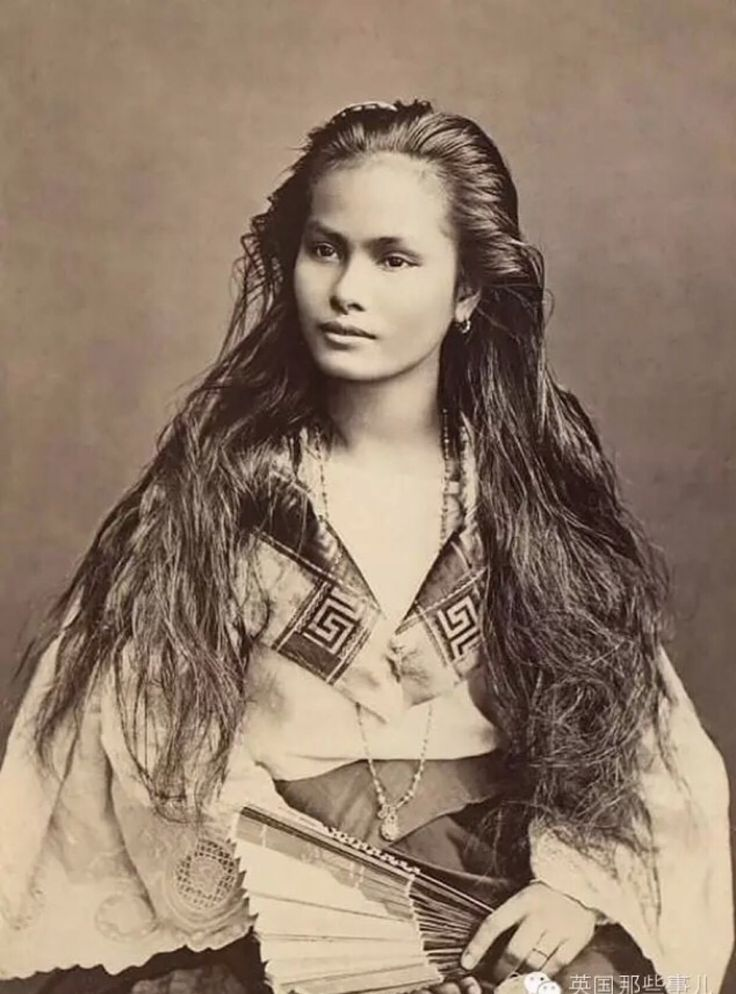
Donna meticcia che indossa un traje de mestiza con un ventaglio abaniko.